# Колубро (Рим)
Колубро је насеље у Италији у округу Рим, региону Лацио.
Према процени из 2011. у насељу је живело 1196 становника. Насеље се налази на надморској висини од 299 м.